# ستيفان آوكيس
ستيفان آوكيس (بالإنجليزية: Stefan Oakes)‏ (6 سبتمبر 1978 بليستر في المملكة المتحدة - ) هو لاعب كرة قدم بريطاني في مركز الوسط. لعب مع ليستر سيتي ونادي والسول ونوتس كاونتي وF.C. New York ‏ ولينكولن سيتي أف سي ونادي تاموورث ونادي كرو ألكساندرا وويكمب وندررز وGNG Oadby Town F.C. ‏.

## وصلات خارجية
- ستيفان آوكيس على موقع قاعدة بيانات كرة القدم.إي يو (الإنجليزية)
- ستيفان آوكيس على موقع Soccerbase.com (لاعب) (الإنجليزية)
- ستيفان آوكيس على موقع عالم كرة القدم.نت (الإنجليزية)